# Crocifisso degli Esuli
Il Crocifisso degli Esuli, conosciuto anche come Crocifisso Ligneo o Crocifisso di San Ginesio, è una piccola scultura lignea raffigurante la crocifissione di Gesù, databile alla metà del XV secolo, tra il 1450 e il 1458 circa, opera di alcuni ignoti artisti della scuola senese e, secondo il canonico Giuseppe Salvi, a quella veneta.

## Storia
Con la pubblicazione delle Costituzioni egidiane del XIV secolo, promulgate dal cardinale Egidio Albornoz al fine di mettere ordine nel patrimonio di San Pietro mentre la sede papale era in Francia, ad Avignone, San Ginesio passò sotto il controllo dei duchi Da Varano di Camerino, che lo governarono dal 1355 fino al 1434, prima sotto forma di Vicariato e poi di Feudo. Nel XV secolo, l'indebolimento della casata favorì la discesa del condottiero Francesco Sforza che, nel 1434, assoggettò un gran numero di territori della Chiesa, tra cui San Ginesio, che furono poi liberati nel 1443 dall'altro Capitano di ventura Niccolò Piccinino, al soldo del papato. A partire dal 1445 San Ginesio riconobbe pacificamente la sua appartenenza al dominio pontificio, di cui peraltro non aveva mai smesso di essere suddito, ma tra il 1450 e l'elezione al soglio pontificio di Pio II, avvenuta nel 1458, nel paese maceratese avvenne qualche tentativo di restaurare il regime precedente. Ad essere accusati furono trecento ginesini che, esiliati dal territorio, trovarono riparo a Siena. Il loro comportamento in questa città fu così lodevole e irreprensibile che i suoi governanti inviarono degli ambasciatori senesi a San Ginesio per difendere la loro causa presso la magistratura, ottenendone il perdono e il permesso di rientrare in patria. Gli esuli si presentarono a Porta Picena recando in dono un crocifisso in segno di pace.

## Descrizione
Il crocifisso si presenta molto fragile e con evidenti segni di usura. Cristo è rappresentato molto magro e scarno, con braccia che mostrano il completo abbandono del corpo senza vita, un petto con la gabbia toracica ben in vista, la ferita sul costato e con gambe piegate in avanti più magre delle braccia. I piedi sono trafitti direttamente dal chioso senza poggiare sul soppedaneo, mentre la testa, trafitta dalla corona di spine e reclinata verso destra, è sormontata da un nimbo a forma di disco, decorato da un quadrilobo e sorretto da un piccolo sostegno che poggia direttamente sui capelli di Gesù. I capelli lunghi poggiano sulle spalle, come per tradizione, mentre i baffi si sovrappongono alla barba bipartita che copre il mento. I lineamenti del viso sono ben evidenti, come gli zigomi, occhi chiusi e bocca leggermente aperta che lascia intravedere la lingua, mentre l'espressione mostra un dolore che sfigura il viso, dove colano varie gocce di sangue provenienti dalla corona.